# Baladine Klossowska
Baladine Klossowska (ur. 28 października 1886 we Wrocławiu, zm. 11 września 1969 w Bagneux pod Paryżem) – malarka, matka pisarza Pierre’a Klossowskiego i malarza Balthusa.

## Życiorys
Urodziła się jako Elisabeth Dorothea Spiro, córka Fanny Form i Abrahama Beer Spiro (1833–1903), pochodzącego z Korelicz koło Nowogródka kantora wrocławskiej synagogi Pod Białym Bocianem. Jej bratem był malarz Eugen Spiro (1874–1972).
Z małżeństwa z malarzem i historykiem sztuki Erichem Klossowskim de Rola miała dwóch synów: pisarza Pierre’a Klossowskiego (1905–2001) i Balthasara (1908–2001), znanego szerzej pod malarskim pseudonimem Balthus. Po ślubie przyjęła imię Baladine (od Balladyny, bohaterki dramatu romantycznego Juliusza Słowackiego) i zamieszkała z mężem w Paryżu, gdzie urodziła obu synów. 
Po wybuchu I wojny światowej jako obywatelka niemiecka musiała opuścić Francję. W 1917 rozwiodła się z mężem i zamieszkała z synami w Szwajcarii, w 1921 przeniosła się z nimi do Berlina, w 1924 ponownie do Paryża, gdzie żyli w ubóstwie, zdani na pomoc przyjaciół.
W roku 1919 poznała poetę Rainera Marię Rilkego. Podczas ich romansu Rilke nazywał Klossowską „Merline”. Jej synowie nawiązali bliskie relacje z Rilkem, a Balthus opublikował swoją pierwszą książkę z akwarelą o zagubionym kotu Mitsou opatrzoną tekstem Rilkego. Ich związek trwał do śmierci poety z powodu białaczki w roku 1926. 
Zmarła w swym domu pod Paryżem w 1969. 